# 가게야마 요시타카
가게야마 요시타카(일본어: 影山 由高, 1978년 3월 31일 ~ )는 일본의 전 축구 선수이다.

## 구단 경력
과거 방포레 고후에서 활동하였다.